# Hans Neergaard
Hans Peter Neergaard (29. juli 1865 i København – 16. juni 1926) var en dansk skuespiller, som udover at være engageret på Århus teater også har medvirket i en kort række stumfilm.

## Filmografi
- 1910 – Afgrunden' (som Peder Svane, præst; instruktør Urban Gad)
- 1910 – En Rekrut fra 64 (som fløjmanden; instruktør Urban Gad)
- 1911 – Gøglerblod (ukendt instruktør)
- 1913 – Kærlighed gør stærk (som H. Nørvang, direktør for skibsværft; ukendt instruktør)
- 1915 – Fangen paa Zora (som Grev Orloff; ukendt instruktør, 1915)